# Birgit Eberbach-Born
Birgit Eberbach-Born (* 3. April 1954 in Mainz) ist eine deutsche Juristin. Sie war von 2006 bis 2018 Direktorin beim Thüringer Landtag.

## Werdegang
Eberbach-Born legte 1978 die erste juristische Staatsprüfung an der Philipps-Universität Marburg ab. Nach dem Referendariat im Bezirk des Oberlandesgerichtes Frankfurt am Main studierte sie an der Deutschen Hochschule für Verwaltungswissenschaften Speyer und legte hier 1980 die zweite juristische Staatsprüfung ab. Der Tätigkeit als akademische Rätin auf Zeit an der Rechts- und Wirtschaftswissenschaftlichen Fakultät der Universität Bayreuth folgte 1984 die Promotion zum Dr. jur.
Ab 1984 war Birgit Eberbach-Born zunächst als Referentin, später als Referatsleiterin und Gruppenleiterin im Bundesministerium der Justiz und von 1986 bis 1999 im Bundeskanzleramt tätig. Danach wieder bis 2001 im Bundesministerium der Justiz. Von 2001 bis 2004 leitete sie die Abteilung Hochschulen des Thüringer Ministeriums für Wissenschaft, Forschung und Kunst und bis 2006 die Abteilung Wissenschaftlicher Dienst des Thüringer Landtags. Von 2006 bis zum 31. Oktober 2018 war Eberbach-Born Direktorin beim Thüringer Landtag. Ihr Nachfolger wurde am 1. August 2019 Jörg Hopfe, der es als ihr Stellvertreter schon nach ihrem Rücktritt weitergeführt hatte. Seit 2010 führt sie Lehraufträge an der Deutschen Universität für Verwaltungswissenschaften Speyer aus. Seit 2020 ist sie im Aufsichtsrat der der Katholischen Hospitalvereinigung Thüringen gGmbH vertreten.

## Werk
- Parlamentarische Kontrolle und Europäische Union. (Hrsg.), Nomos, Baden-Baden 2013, ISBN 978-3-8487-0361-6.